# Manonichthys alleni
Manonichthys alleni, thường được gọi là cá đạm bì Sabah, là một loài cá biển thuộc chi Manonichthys trong họ Cá đạm bì. Loài này được mô tả lần đầu tiên vào năm 2004.
Loài này được đặt theo tên của nhà ngư học Gerald R. Allen.

## Phân bố và môi trường sống
M. alleni được phân bố ở phía tây Thái Bình Dương, và được tìm thấy ở 3 quốc gia của Đông Nam Á, bao gồm Indonesia, Malaysia và Philippines (vịnh Davao). M. alleni thường sống trong các rạn san hô và những hốc đá ngầm ven bờ, ở độ sâu khoảng 2 – 40 m.

## Mô tả
M. alleni trưởng thành dài khoảng 5 cm và là loài dị hình giới tính. Thân của M. alleni đực có màu xanh lam đậm với các chấm vàng cam khắp cơ thể. Vây đuôi và vây bụng màu trắng xám; vây hậu môn có các đốm màu xanh sáng. Mống mắt màu xanh lơ. M. alleni mái có thân màu xanh tím; bụng, đuôi và vây hậu môn có màu vàng cam. Vây bụng vàng có đốm đỏ. Thân cũng có các chấm vàng. Cá con có màu sắc như cá mái. Cả hai giới đều có các chấm màu xanh sáng trên vây lưng.
Số ngạnh ở vây lưng: 3; Số vây tia mềm ở vây lưng: 28 - 29; Số ngạnh ở vây hậu môn: 3; Số vây tia mềm ở vây hậu môn: 14 - 15; Số đốt sống: 26.
Thức ăn của M. alleni có lẽ là rong tảo và các sinh vật phù du. Chúng thường sống đơn độc hoặc theo cặp vào mùa sinh sản. Được quan sát là ưa sống xung quanh loài bọt biển ống Callyspongia aerizusa.
M. alleni được đánh bắt để phục vụ cho ngành thương mại cá cảnh.